# EHow
eHow é um website do tipo How-to com mais de 1 milhão de artigos e 170 mil vídeos oferecendo instruções passo-a-passo.